# Chiguayante
Chiguayante is een gemeente in de Chileense provincie Concepción in de regio Biobío. Chiguayante telde 85.938 inwoners in 2017 en heeft een oppervlakte van 72 km².
Het maakt deel uit van district N°20 en behoort tot de 10e senaatsomtrek, die de regio Biobío bestrijkt, en maakt deel uit van het grootstedelijk gebied van Groot-Concepción.

## Etymologie
De naam komt van de toponymie van de plaats, die door de Mapuche bekend werd als Chiwayantü, een woord in de Mapuche-taal of Mapudungun, samengesteld uit de woorden chiway en antü, waarvan de betekenis "zon tussen de mist" is.

## Geschiedenis

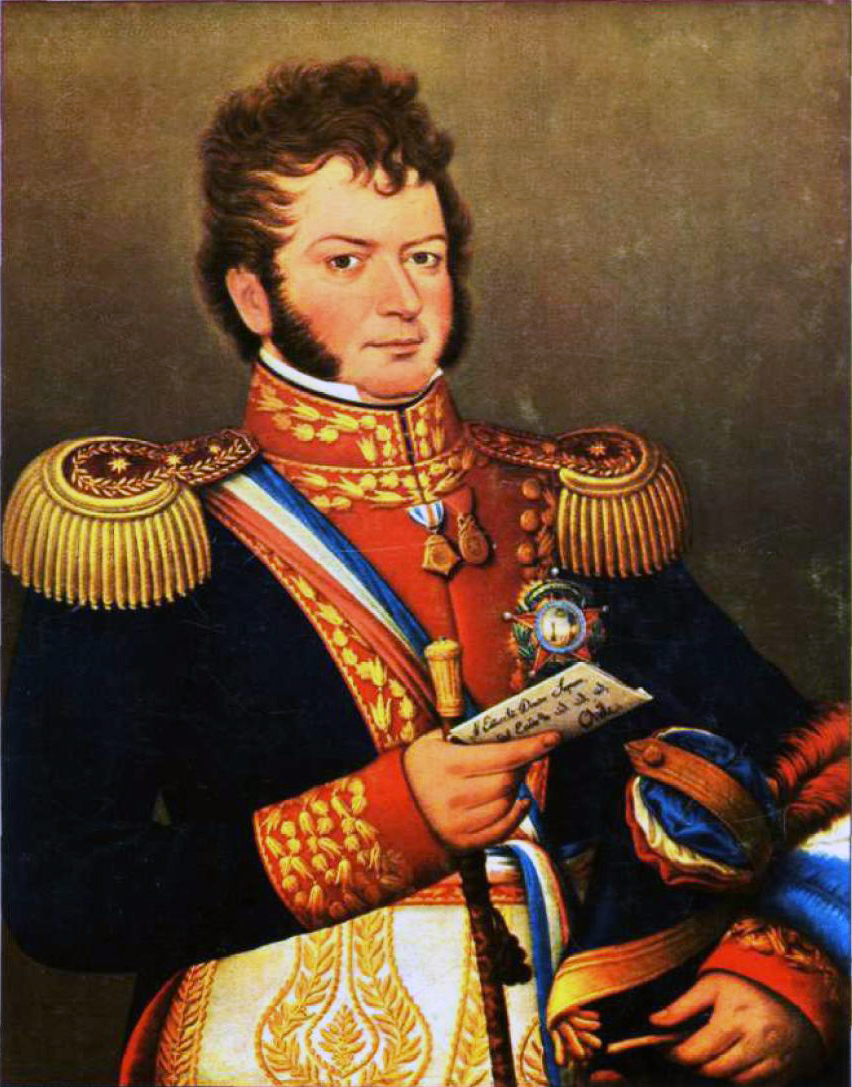
Bernardo O'Higgins, vader van het vaderland, voegt Chiguayante toe aan de administratieve indeling van het land.

Op 4 maart 1819 creëerde Bernardo O'Higgins, de opperbevelhebber van Chili, bij decreet de openbare weg van Concepción naar Hualqui, bekend als de "Camino de la Frontera de Don Ambrosio," waardoor Chiguayante werd opgenomen in de politieke en administratieve indeling van het land.
In 1845 creëerde een nieuw decreet de subdelegaties van Concepción, waarbij Chiguayante toegewezen werd aan de vijfde, die zich van het zuiden uitstrekte van Agua Colorada naar de Trancas de Hualqui en van het noorden van Punta de Chiguayante naar Aguas de las Niñas.

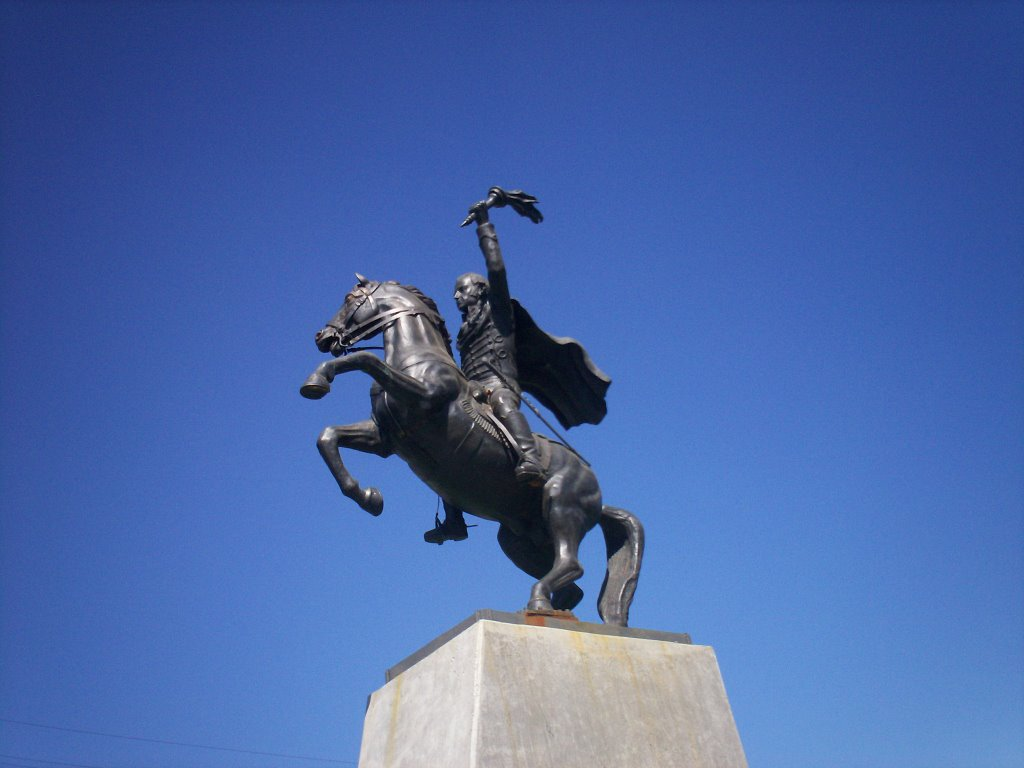
Standbeeld van de nationale held Manuel Rodríguez, een kenmerkende bezienswaardigheid van de gemeente Chiguayante.

Op 7 oktober 1925 werd bij decreet N° 740 de gemeente Chiguayante voor het eerst opgericht, met de eerste burgemeester Walter Schaub, secretaris René Gárate en lid Jorge Wilson. De vergaderingen vonden plaats op de eerste en derde zaterdag van elke maand.
Echter, op 30 december 1927 werd Chiguayante opnieuw, bij presidentieel decreet, teruggezet naar de subdelegatie van Concepción (de gemeente duurde slechts een jaar, 11 maanden en 23 dagen).
In 1990 creëerden bewoners en verschillende sociale organisaties van Chiguayante het Comité Procomuna, dat werd vertegenwoordigd door Iván Francesconi, Hugo Moreno, Luis Peña en Sergio Albornoz. Dankzij het comité en de steun van parlementariërs uit de regio werd op 28 juni 1996 de Wet N° 19.461 gepubliceerd in het officiële dagblad, waarmee de gemeente Chiguayante voor de tweede keer werd opgericht.
Op 27 oktober van datzelfde jaar koos de gemeenschap haar eerste autoriteiten, waarbij Tomás Solís Nova werd gekozen als burgemeester en Iván Francesconi, Jaime Bahamondes, Luis Stuardo, Osvaldo Gómez en Eleodoro Rivera als raadsleden, die hun functies op 11 december aanvaardden in de voormalige dependances van de delegatie.
Ter gelegenheid van het tweede jubileum van de oprichting van de gemeente, op 28 juni 1998, werd het gemeentehuis van Chiguayante geopend, gelegen aan de calle Orozimbo Barboza S/N, op het terrein waar vroeger het oude casino van de Caupolicán-fabriek functioneerde.
Op dezelfde dag werd ook officieel het wapenschild van de gemeente gepresenteerd, nadat het voorstel van de burgemeester unaniem was goedgekeurd door de gemeenteraad tijdens de reguliere vergadering van 19 mei 1998.

## Milieu

Vereenvoudigd overzicht van de ecosystemen en waterlichamen die aanwezig zijn in de gemeente Chiguayante.

### Geomorfologie
De gemeente Chiguayante bevindt zich in de geomorfologische eenheid van de vlaktes van rivierafzetting of alluviale vlaktes; en is samengesteld uit een bodem van sedimentaire oorsprong en van het type fluviatie (klei) afkomstig van de Biobío-rivier.
Het behoort tot de onderste loop van de Biobío-rivier en is een vallei, waar graniet- en metamorfische hellingen opvallen (het Leonera-gebied op 230 m boven zeeniveau), die de oorsprong zijn van opvangbekkens die naar het oosten en westen van de belangrijkste bergkam afwateren, naast terrassen die zijn gevormd door de riviererosie van de Biobío.
De gemeente Chiguayante heeft twee terrassen in haar morfologie: een bovenste, die vlak is en is gevormd door een paleokanaal van de Biobío, gemodelleerd door duinen die de afvoer blokkeren en verstedelijkte gebieden onder water zetten, en een andere die lager ligt, die onderhevig is aan overstromingsprocessen door de hoogwaterstanden van de Biobío-rivier.
In het Leonera-wijk is er een alluviale vlakte, samengesteld uit slib en klei, naast kwartszand. Er is erosie waar het dek wordt blootgesteld en kloven die zichtbaar zijn ten noorden van de stad, terwijl de afbraakprocessen meestal ernstiger zijn op de hellingen die naar het zuiden gericht zijn.

### Klimaat
Volgens de klimaatclassificatie van Köppen heeft Chiguayante een mediterraan klimaat met winterregen (Csb) en een mediterraan klimaat met winterregen en kustinvloeden (Csb(i)).
Chiguayante heeft een microklimaat door de bergachtige omgeving die als een klimatologische schutting fungeert. Het heeft een gematigd oceaans klimaat met een natte herfst-winterperiode die zeven tot acht maanden duurt en een korte droge lente-zomerperiode. De koudste maand is juli, met een gemiddelde temperatuur van 9,2 °C; in deze maand zijn de maxima gemiddeld 13 °C en de minima 6 °C. De warmste maand is januari, met een gemiddelde temperatuur van 19,4 °C; in deze maand zijn de maxima gemiddeld 26 °C en de minima 13 °C. De temperaturen in de zomer kunnen meerdere keren boven de 30 °C stijgen, zelfs boven de 36 °C, met een recordtemperatuur van 39,8 °C op 2 februari 2023. De neerslag is geconcentreerd in de koudere maanden (herfst-winter), met 86% van de jaarlijkse neerslag, die 1313 mm per jaar bereikt.

### Hydrografie
Chiguayante ligt tussen de stroomgebieden van de rivieren Itata en Biobío. De gemeente heeft verschillende waterlichamen, waarvan de rivier Biobío de belangrijkste is. 

### Biotopische componenten
Binnen het grondgebied van de gemeente zijn de volgende ecosystemen te vinden:
- Mediterraan loofbos aan de kust, waar Nothofagus obliqua en Gomortega keule (in kritieke gevaar) domineren.
- Mediterraan hardbladig bos aan de kust, waar Lithrea caustica en Azara integrifolia (in kritieke gevaar) domineren.

### Milieu beschermingsmaatregelen
Chiguayante de volgende gebieden met een bepaald niveau van milieubescherming:
- Nationaal Park Nonguén
- Fundo Nonguén

## Demografie
De gemeente Chiguayante beslaat een oppervlakte van 71,5 km² en heeft een bevolking van 85.938 inwoners (INE 2017). Van het totaal aantal inwoners zijn 45.433 vrouwen (52,87%) en 40.505 mannen (47,13%). 